# Tropic Zone
Tropic Zone é um filme policial estadunidense de 1953 escrito e dirigido por Lewis R. Foster e estrelado por Ronald Reagan, Rhonda Fleming, Estelita Rodriguez, Noah Beery Jr., Grant Withers e John Wengraf. Foi lançado em 14 de janeiro de 1953, pela Paramount Pictures.
O filme foi baseado em um romance de 1939 de Tom Gill chamado Gentlemen of the Jungle.

## Elenco
- Ronald Reagan como Dan McCloud
- Rhonda Fleming como Flanders White
- Estelita Rodriguez como Elena Estebar
- Noah Beery Jr. como Tapachula Sam
- Grant Withers como Bert Nelson
- John Wengraf como Lukats
- Argentina Brunetti como Tia Feliciana
- Maurice Jara como Macario